# 익수제약
익수제약(Iksu Pharmaceutical, 益壽製藥株式會社)은 대한민국의 제약 회사이다.

## 연혁
- 1970년 9월 익수제약 설립
- 1975년 5월 공장 설립 (서울 송파구 송파동)
- 1985년 12월 공장 이전 (경기도 광주시)
- 1985년 12월 호랑이뼈 및 생약성분에 관절통증치료제 고호환 생산개시
- 1986년 3월 법인 전환
- 1986년 3월 공장 등록
- 1989년 12월 우황청심원 생산개시
- 1991년 10월 권투선수 문성길 스폰서 계약체결
- 1993년 3월 2대 대표이사 이계철 취임
- 1994년 8월 한약 생약성분 관절통증치료제 고호환 재생산개시 (이 사건으로 수입산 호랑이뼈와 고호환 79억병을 모두 폐기를 하게되었다.)
- 1994년 9월 우황청심원 현탁액 생산
- 1994년 9월 KGMP 시설준공
- 1999년 11월 이계철 2대 대표이사 별세
- 2005년 8월 공진단 생산개시
- 2007년 3월 본사 이전 (서울시 강동구 암사동)
- 2007년 4월 제 2의 창업 Vision Big Step 2020 선포
- 2007년 5월 제1연구소 설립 및 기업 부설연구소 인증 (한국산업기술진흥협회, 제20071952호 / 경기도 광주)
- 2008년 3월 3대 대표이사 정용진 취임
- 2010년 3월 벤처기업 인증 (기술보증기금, 제20100102792호)
- 2010년 11월 한약 생약제제 최초 사전 GMP 신규허가 등록
- 2011년 4월 국내 최초 '반하사심탕액' 액체화 성공 및 출시
- 2016년 2월 보건복지부장관 표창 (대표이사 정용진)
- 2016년 7월 산업통상자원부장관  표창 (대표이사 정용진)
- 2016년 11월 국내 최초 "공진단현탁액" 특허 출원
- 2018년 2월 벤처기업 인증 (기술보증기금, 제20180101022호)
- 2018년 7월 국내 최초 "공진단현탁액" 특허 등록
- 2018년 12월 "목향(침향) 공진단액제" 특허 등록
- 2019년 6월 이노비즈(기술혁신형 중소기업) 인증
- 2019년 8월 대통령 표창 (대표이사 정용진)
- 2020년 2월 벤처기업 인증 (기술보증기금, 제20200101522호)
- 2021년 1월 익수제약㈜ 서울지점 설립
- 2022년 3월 벤처기업 인증 (벤처기업확인기관, 제20220310030107호)
- 2022년 5월 이노비즈(기술혁신형 중소기업) 인증
- 2022년 6월 메인비즈(경영혁신형 중소기업) 인증
- 2022년 11월 경기도 유망중소기업 인증 (경기도경제과학진흥원)
- 2022년 12월 경기지방 중소벤처기업청장상 (대표이사 정용진)
- 2022년 12월 K-OTC(한국금융투자협회) 신규등록 승인

## 제품소개

### 일반의약품
- 고호환
- 용표우황청심원
- 용표원방우황청심원
- 공진단
- 취어스
- 공진단현탁액
- 익수알벤졸정

### 건강기능식품

#### 식품
- 황제진상보 (제조원 : ㈜보고신약)
- 모과갈근쌍화 (제조원 : ㈜중앙타프라)
- 위속청큐 (제조원 : ㈜보고신약)

#### 기타
- 익수미스센스3 (제조원 : 에이디텍㈜)

## 사건사고

### 가짜 호랑이 뼈 의약품 제조 사건
1994년 7월에는 서울 지방 검찰청 형사 6부는 지난 89년부터 가짜 호랑이 뼈 3천 여 킬로그램을 중국 등지로부터 수입해 관절염과 신경통 치료제인 고호환을 만들어 79억 여 원의 부당이득을 챙긴 익수제약 2대 대표 이계철씨 등 두명을 구속하고 경남제약 상무 이상순씨 등 4명을 약식 기소했다.